# Maud Catry
Maud Catry (Kortrijk, 4 september 1990) is een Belgisch voormalig volleybalster. Ze speelde als middenspeelster.

## Levensloop
Catry maakte haar debuut bij GIKS Mode Waregem. In 2008 maakte ze de overstap naar VDK Gent waarmee ze in bekerwinnaar (2009) en landskampioen (2013) werd. Ook won ze met Gent driemaal de Supercup (2009, 2011 en 2013) en werd ze in 2011-'12 derde in de Challenge Cup. In de zomer van 2014 maakte ze de overstap naar Saint-Cloud Paris Stade français. In 2017 keerde ze terug naar de Belgische competitie en sloot ze aan bij Richa Michelbeke. Na een seizoen bij deze club keerde ze terug naar VDK Gent. 
Ook was ze actief bij het Belgische volleybalteam. Met de nationale ploeg won ze brons op het Europees kampioenschap van 2013. Op de Europese Spelen van 2015 te Bakoe eindigde ze met de nationale ploeg op de vijfde plaats. Daarnaast was Catry actief in het beachvolleybal, waarin ze driemaal Belgisch kampioene werd: In 2013 met Fien Callens en in 2016 en 2018 met Els Vandesteene. In 2011 (met Yana De Leeuw) en 2014 (met Fien Callens) behaalde ze er brons. 

## Palmares

### Club
VDK Gent
- 2013: Kampioen van België
- 2009: Beker van België
- 2009, 2011, 2013: Belgische Supercup

### Beachvolley
- 2018 -  BK Beachvolley (teamgenote: Els Vandesteene)

Sini-Beach
- 2016 -  BK Beachvolley (teamgenote: Els Vandesteene)
- 2014 -  BK Beachvolley (teamgenote: Fien Callens)
- 2013 -  BK Beachvolley (teamgenote: Fien Callens)

zonder club
- 2011 -  BK Beachvolley (teamgenote: Yana De Leeuw)

### Nationaal team
- 2013 -  EK
- 2015 - 5e Europese Spelen